# Chico Dehira
Chico Dehira, nome artístico de Francisco Tadao Dehira  (Bauru, 16 de fevereiro de 1979), é o guitarrista da banda brasileira de metal progressivo Karma

## História
O primeiro contato com a música foi com a mãe, que tocava violão e cantava nas reuniões familiares de fim de semana. Aos onze anos de idade, um amigo (Marcelo Miranda) ensinou os acordes da canção I Used to Love Her, do Guns N'Roses. A partir de então surgiu a vontade de tocar. Ganhou uma guitarra de seu pai e o vizinho do sétimo andar, o “Baru”, ganhou uma bateria de presente.
Começou a fazer aula de guitarra pelo bairro (Pinheiros), estudando com o prof. Maurício e posteriormente com o Fábio na Chromazone. Estudou com Eduardo Ardanuy, Marcos Ottaviano, Wilson Gomes e Marcelo Gomes (na faculdade de música, FAAM).
Participou de diversas bandas de rock, tocando cover até chegar ao seu principal projeto: formar uma banda de heavy metal para tocar composições próprias. Chico Dehira juntou-se a Marcell Cardoso e Thiago Bianchi e formaram o Karma. A banda lançou o primeiro CD chamado “Inside The Eyes” e participou do tributo à banda Queensryche no disco “Warning: Minds of Raging Empires”, que foi lançado apenas no EUA.
No ano de 2000, Dehira foi convidado a ingressar no grupo do ex-Iron Maiden, o vocalista Paul Di'Anno. A banda chamava-se Di'Anno e Chico gravou o CD “Nomad”. O disco rendeu uma tour nacional, fazendo apresentações nas principais capitais brasileiras.
Atualmente Chico Dehira está, juntamente com os companheiros do Karma, preparando o lançamento do segundo disco da banda “Leave Now!”